# Фидий (астроном)
Фи́дий (др.-греч. Φειδίας, лат. Pheidias или Phidias) — древнегреческий астроном. Точные даты жизни неизвестны. По мнению современных историков, был отцом Архимеда и жил в первой половине III века до н. э.

## Биография
О жизни Фидия известно очень мало. Единственным сохранившимся документальным свидетельством о нём является упоминание в работе Архимеда Псаммит (Исчисление песчинок). В этой работе Архимед приводит мнения различных учёных о размере Солнца. В частности, он упоминает Фидия как Φειδιου δε του ακουπατρος. Этот текст можно дословно перевести как «Фидий, сын Акупатра». Однако неизвестно, чтобы существовало имя Акупатра, неизвестна и местность с таким названием. В связи с этим филолог Фридрих Бласс в 1883 году предположил, что дошедший до нас текст Архимеда содержит ошибку и что букву κ надо читать как μ. Так как в греческих текстах пробелы не употреблялись вплоть до средневековья, этот текст, таким образом, можно прочитать как: Φειδίου δὲ τοῦ ἁμοῦ πατρὸς, что означает «Фидий, мой отец». Многие издатели трудов Архимеда, начиная с XIX века, приняли именно такое его прочтение.
Несмотря на то, что никаких других упоминаний о Фидии не сохранилось, многие современные историки пытаются сделать некоторые выводы о его биографии, исходя из предположения, что он был отцом Архимеда, и других косвенных данных. Так, например, они полагают, что он жил в первой половине III века до нашей эры и работал в Сиракузах, как и Архимед. Основываясь на сообщении Плутарха о том, что Архимед был родственником тирана Сиракуз Гиерона II (которому, по легенде, Архимед проверял корону на содержание в ней золота), некоторые историки делают вывод, что Фидий был также его родственником. Некоторые из учёных идут дальше и предполагают, что Фидий был астрономом при дворе Гиерона и даже утверждают, что Архимед унаследовал его должность. Советский историк Лурье считает, что Фидий был небогатым человеком, поскольку известно, что Гиерон был бедным до того, как стал диктатором. Ряд историков считает, что Фидий был назван в честь скульптора Фидия, из чего делают вывод, что отец Фидия был деятелем искусства.

## Положение в истории астрономии
Архимед в Псаммите сообщает, что Фидий считал диаметр Солнца равным 12 диаметрам Луны.
С IV века до нашей эры древнегреческая астрономия становится точной наукой. Вместо качественного представления о движении планет появляются попытки выяснить их количественные характеристики. Одной из задач астрономии становится определение масштабов Вселенной (точнее, Солнечной системы).
Древние греки сумели довольно точно установить размеры Земли. Первое сообщение о попытке измерить Землю находится ещё у Аристотеля во второй книге О небе. Вероятно Дикеарх, ученик Аристотеля, в IV веке до н. э. получил, что длина большого круга Земли равна примерно 300 тысячам стадий. Более точное измерение было выполнено Эратосфеном (276—194 год до н. э.). Согласно ему, длина большого круга равна примерно 250 тысячам стадий, что довольно близко к реальному значению, хотя неизвестно, как и насколько точно была во времена Эратосфена определена стадия, поэтому исследователи по-разному оценивают точность измерения Эратосфена.
Более сложная задача — вычисление расстояния до Луны и размера Луны — тоже была под силу древним грекам. Так, например, Аристарх Самосский (ок. 310—230 до н. э.) вычислил, что отношение диаметров Луны и Земли равно 1/3 (в действительности 0.273).

Представления древних греков об относительных размерах Солнца, Земли и Луны

С другой стороны, из-за того, что Солнце существенно дальше от Земли, чем Луна, определить расстояние до Солнца, а значит и размеры Солнца, гораздо сложнее. В V в. до н. э. Анаксагор считал, что размер Солнца больше, чем Пелопоннеса.
По некоторым источникам, за свои воззрения Анаксагор был обвинен в безбожии.
Однако уже Аристотель в Метеорологике писал, что Солнце больше Земли. Как мы знаем из Псаммита, во времена Архимеда большинство учёных были согласны с этим. Тем не менее, единого мнения о размерах Солнца не было.
Так как видимый диаметр Солнца и Луны примерно одинаковы, было понятно, что Солнце во столько же раз дальше от Земли, чем Луна, во сколько раз Солнце больше Луны.
По сообщению Архимеда, Евдокс Книдский (ок. 408—355 год до н. э.) считал, что Солнце в 9 раз больше Луны, Фидий — в 12 раз больше Луны, а Аристарх — в 18—20 раз больше. Каким образом Евдокс или Фидий получили свои оценки, неизвестно, возможно, тем же методом, что и Аристарх. Метод Аристарха хорошо известен из его сохранившегося труда «О величинах и расстояниях Солнца и Луны».
В действительности же Солнце больше Луны в 400 раз. Таким образом, древние греки недооценивали размеры Солнца более чем в двадцать раз. Близкий к истинному диаметр Солнца был получен Джованни Кассини в 1672 году только после изобретения телескопа.

## В культуре
Фидий — герой исторического романа американской писательницы Джиллиан Брэдшоу.
В фильме Тараса Шаповала «Архимед. Повелитель Чисел» Фидий рассказывает своему сыну Архимеду и Гиерону об устройстве Вселенной.
В романе «Архимед» Валерия Роньшина Архимед в детстве показывает своему отцу Фидию прибор, который определяет угловой размер Солнца. Фидий говорит, что этот прибор в полтора раза точнее, чем его собственный. Архимед действительно описывает подробно в Псаммите, как он определял угловой размер Солнца. Тем не менее, неизвестно, определял ли Фидий угловой размер Солнца.
В фильме «Осада Сиракуз» роль отца Архимеда сыграл Чезаре Фантони (в фильме отец Архимеда не назван по имени).